# لالوزای
لالوزای (به انگلیسی: Lalozai) یک شهرک در پاکستان است که در ناحیه بنو واقع شده‌است.